# 国民勋章
国民勋章（韓語：국민훈장）是韩国授予在政治、经济、社会、教育、艺术与科学等领域作出杰出贡献人士的荣誉勋章。

## 等级
国民勋章共分为以下五个等级：
- 第一等： 无穷花章（무궁화장）
- 第二等： 牡丹章（모란장）
- 第三等： 冬柏章（동백장）
- 第四等： 木莲章（목련장）
- 第五等： 石榴章（석류장）